# I. al-Musztaín abbászida kalifa
I. Al-Musztaín billáh (arab betűkkel المستعين بالله – al-Mustaʿīn billāh), eredeti nevén Abu l-Abbász Ahmad (arabul أبو العباس أحمد – Abū l-ʿAbbās Aḥmad; 831 – Mezopotámia, Bagdad, 866. október 17.), al-Mutaszim unokája volt az Abbászida-dinasztia tizenkettedik kalifája (uralkodott 862 júniusától 866. január 5-éig).
Al-Mutaszim Muhammad nevű fiától származó unokáját, al-Vászik és al-Mutavakkil unokaöccsét unokatestvére, al-Muntaszir váratlan halálát követően a török rabszolgahadsereg vezetői tették trónra, míg elődje korábban örökösi jogokról lemondatott fivéreit elzárták. A török hadvezérek döntése lázadáshoz vezetett Bagdadban, amit azonban a hadsereg levert. 863-ban, amikor a Bizánci Birodalom döntő győzelmet aratott a meliténéi emír csapatai felett a porszoni csatában, a hajdani főváros ismét fellázadt a katonáskodás helyett csak politikacsinálással foglalkozó törökök ellen, de ismét eredmény nélkül.
Al-Musztaín, aki gyakorlatilag bábként uralkodott, 865-ben jobbnak látta elmenekülni Szamarrából. Titokban Bagdadba ment, és miután a törökök kérésére nem volt hajlandó hazatérni, azok a fogságból előhozták al-Muntaszir egyik fivérét, al-Mutazzt, és felesküdtek rá. A két kalifa között hónapokig tartó harc kezdődött, végül al-Musztaín békét kért. Hajlandó volt lemondani unokatestvére javára annak fejében, hogy az megkíméli ő és a családja életét. Al-Mutazz fogadta al-Musztaín embereinek hűségesküjét, majd az addig Bagdadban fogságban tartott ellenfelét kivégeztette.